# キアラ・フェラーニ
キアラ・フェラーニ（Chiara Ferragni（イタリア語の発音：  [ˈkjaːra ferˈraɲɲi] ; 1987年5月7日 - ）は、イタリアのファッションブロガー、インフルエンサー、起業家、デザイナー。自身のブログ「The Blonde Salad」を通じ、ファッション・美容のブランド情報を発信する有名インフルエンサーとして知られている。 2017年に経済紙フォーブスが選ぶ「トップファッションインフルエンサー」部門で1位に選ばれた。

## 来歴
ロンバルディア州クレモナに、歯科医の父マルコ・フェラーニと作家の母マリーナ・ディ・グアルドの元に長女として生まれる。家族には2人の妹、フランチェスカ（1989年生まれ）とバレンティーナ（1992年生まれ）がいる。クレモナのダニエーレ・マニン高校に通い、後にミラノのボッコーニ大学の法学部に進学するも、中退をする。

## キャリア
2009年10月頃、ボーイフレンドのリカルド・ポッツォーリとファッションに特化したファッションブログ「The Blonde Salad」を開始する。
2010年、MTVのTRL賞にゲスト出演し、自身のブランドの靴を発表する。
2011年3月、ニューヨーク・マガジンに「今年最大のブレイクアウトストリートスタイルスターの1人」として紹介される。
2011年12月頃には、「The Blonde Salad」は100万人以上のビジターと月間1200万ビューに達し、ヴォーグのブロガー賞を獲得する。当時はボッコーニ大学の法学部の学生でありながら、ティーンに絶大な人気を誇るブロガーとして紹介されるようになる。その後、2013年までに、多くのブロガーオブザイヤーの賞を獲得した。
2013年12月、「The Blonde Salad」のイタリア語の電子書籍を出版した。
2013年11月、アメリカ合衆国のアパレルブランドゲスのモデルに選ばれ、その後、広告キャンペーンを行う。
2013年12月、アメリカのブランド会社スティーブ・マッデンと協力し、2014年春の9靴コレクション（キアラ・フェラーニコレクション　Chiara Ferragni Collection）をデザインした。
2014年には、TV出演、イタリアのTRL賞のプレゼンター、イタリアのバラエティ番組ChiambrettiNightへのゲスト出演等を行う。
2014年、フェラーニのブランドは、約800万ドル（主にキアラ・フェラーニコレクションより）を稼いだとされる。
2016年1月、パンテーンの新グローバルアンバサダー就任する。
2016年9月にはアメリカの玩具メーカーマテルがフェラーニのバービー人形を作成した。1つは白いTシャツ、黒い革のジャケット、ジーンズ、キアラ・フェラーニコレクションの靴を履き、もう1つは頭からつま先までシャネルを身に着けたものとなっている。
2017年7月31日の時点で、フェラーニのInstagramには1,000万人のフォロワーがおり、Instagramへのスポンサー付き投稿は約12,000ドルを稼いだとされている。
2017年、イタリアのランジェリーブランド、インティミッシミの衣装デザイナーに選ばれる。
2017年7月26日、ミラノに最初の自身のブランドストアをオープン。
2018年5月、アメリカの雑誌Footwear Newsに「ファッション業界で最も影響力のある母親の1人」に選ばれる。
2023年サンレモ音楽祭でプレゼンターを務め、身に着けた「女性に対する暴力との闘い」のメッセージを込めたディオールの衣装が話題となった。

## 私生活
イタリア人ラッパー・プロデューサーのフェデスと、2016年後半から交際を始める。
2017年5月6日、フェデスはヴェローナでのコンサート中にプロポーズをし、その模様はイタリアのラジオとテレビのチャンネルRTL102.5で生放送された。結婚式は2018年9月1日にシチリア島のノートで行われた。
結婚後、二人の間には息子のレオーネ（2018年3月19日生まれ）が生まれた。
生活はミラノとロサンゼルスを行き来している。
2018年には息子のレオ君と一緒に撮影のために来日、東京の宿泊先のホテルで夫のフェデスとも落ち合い、家族揃って初めての日本旅行を行った。
2020年10月、Instagramを介して2回目の妊娠を発表し、2021年3月23日に娘のVittoriaが生まれる。
イタリアでのCOVID-19パンデミックの際に、夫婦でミラノのサン・ラッファエーレ病院支援の募金活動を行い24時間で300万ユーロを調達した。